# الدين (فلم)
الدين هو فيلم من نوع إثارة ودراما أُصدر في أكتوبر 1999. الفيلم من إخراج وسيناريو Krzysztof Krauze ‏.

## طاقم التمثيل
- Aleksander Mikołajczak [الإنجليزية]‏
- Aleksandra Nieśpielak  [لغات أخرى]‏
- Andrzej Andrzejewski  [لغات أخرى]‏
- ايزابيلا كونا [الإنجليزية]‏
- Jacek Borcuch [الإنجليزية]‏
- Jakub Snochowski  [لغات أخرى]‏
- Jarosław Budnik  [لغات أخرى]‏
- Jerzy Gudejko  [لغات أخرى]‏
- Jerzy Próchnicki  [لغات أخرى]‏
- جوانا الحفار  [لغات أخرى]‏
- Joanna Kurowska  [لغات أخرى]‏
- Joanna Szurmiej-Rzączyńska  [لغات أخرى]‏
- جويتا بودنيك
- [[[جزف ميكا|[جزف ميكا]]  [لغات أخرى]‏
- Katarzyna Tatarak  [لغات أخرى]‏
- كرزيستوف غوردون
- ماسيج كاربينسكي
- Maciej Szary  [لغات أخرى]‏
- Marcin Jamkowski  [لغات أخرى]‏
- ماريا الميجور  [لغات أخرى]‏
- Maria Robaszkiewicz  [لغات أخرى]‏
- Małgorzata Prażmowska  [لغات أخرى]‏
- Małgorzata Rożniatowska  [لغات أخرى]‏
- Paweł Kleszcz  [لغات أخرى]‏
- Henryk Gołębiewski (actor) [الإنجليزية]‏
- سيزاري كوزينسكي
- Robert Gonera [الإنجليزية]‏
- Mandaryna [الإنجليزية]‏
- Agnieszka Warchulska [الإنجليزية]‏
- أندرزيج شيرا
- Roman Bugaj [الإنجليزية]‏
- Edyta Łukaszewicz-Lisowska  [لغات أخرى]‏
- Ewa Kania  [لغات أخرى]‏
- Robert Wabich  [لغات أخرى]‏
- Sławomir Jóźwik  [لغات أخرى]‏
- Sławomira Łozińska  [لغات أخرى]‏
- Tomasz Gęsikowski  [لغات أخرى]‏

## الإنتاج
موسيقى الفيلم التصويرية كانت من تأليف Michał Urbaniak ‏.

## وصلات خارجية
- مقالات تستعمل روابط فنية بلا صلة مع ويكي بيانات